# Albert Edward Whitford
Albert Edward Whitford, ameriški fizik in astronom, * 22. oktober 1905, Milton, Wisconsin, ZDA, † 28. marec 2002, Madison, Wisconsin, ZDA.

## Življenje in delo
Whitford je doktoriral na Univerzi Wisconsina v Madisonu. Med letoma 1948 in 1958 je bil predstojnik Washburnovega observatorija. Med letoma 1958 in 1968 je bil predstojnik Lickovega observatorija.
Bil je pionir na področju fotoelektrične fotometrije, kjer je močno izboljšal občutljivost. Whitfordova rdečilna krivulja, ki določa količino medzvezdne absorpcije svetlobe, je bila pomembna pri kartiranju porazdelitve zvezd v naši Galaksiji. Raziskoval je tudi zvezde v jedrskih izboklinah galaksij.

## Priznanja

### Nagrade
- nagrada Julesa Janssena (1960)
- lektorat Henryja Norrisa Russlla (1986)
- medalja Bruceove (1996)

### Poimenovanja
Po njem se imenuje asteroid glavnega pasu 2301 Whitford.

### Osmrtnica
- UCSC Press Release (angleško)